# Miller Brothers 101 Ranch
Il Miller Brothers 101 Ranch (letteralmente: "Ranch 101 dei Fratelli Miller") era un grande ranch di bestiame nel Territorio indiano dell'Oklahoma (Stati Uniti), prima che questo assurgesse al rango di stato federale. Era situato nei pressi dell'odierna Ponca City: il colonnello George Washington Miller, un veterano dell'Esercito confederato aveva rivendicato la terra e fondato il ranch nel 1879. Il 101 Ranch fu il luogo di nascita del 101 Ranch Wild West Show, uno dei più importanti "spettacoli del Selvaggio West" (Wild West Show) degli Stati Uniti, nonché uno dei primi punti di riferimento della corsa al petrolio nell'Oklahoma nord-orientale. La tomba di Bill Pickett ed il Monumento ad Aquila Bianca (White Eagle Monument) si trovano sui terreni del ranch. La struttura dell'antico ranch per l'allevamento del bestiame fu riconvertita e tutti i suoi edifici distrutti. L'ubicazione del ranch è contrassegnata come sito storico nazionale (National Historic Landmark).
Nel 1903, quando il colonnello George Miller morì, i suoi tre figli, Joseph, George Jr. e Zack, assunsero la gestione del ranch da 110.000 acri (450 km²). Verso il 1932 la maggior parte della terra era divenuta di proprietà della famiglia Miller, che affittò poi altra terra dagli Indiani Ponca, Pawnee e Otoe nelle Contee di Kay, Noble, Osage e Pawnee. Il ranch rimase nella famiglia per quasi 60 anni.

## Storia

### Il101 Ranch Wild West Show

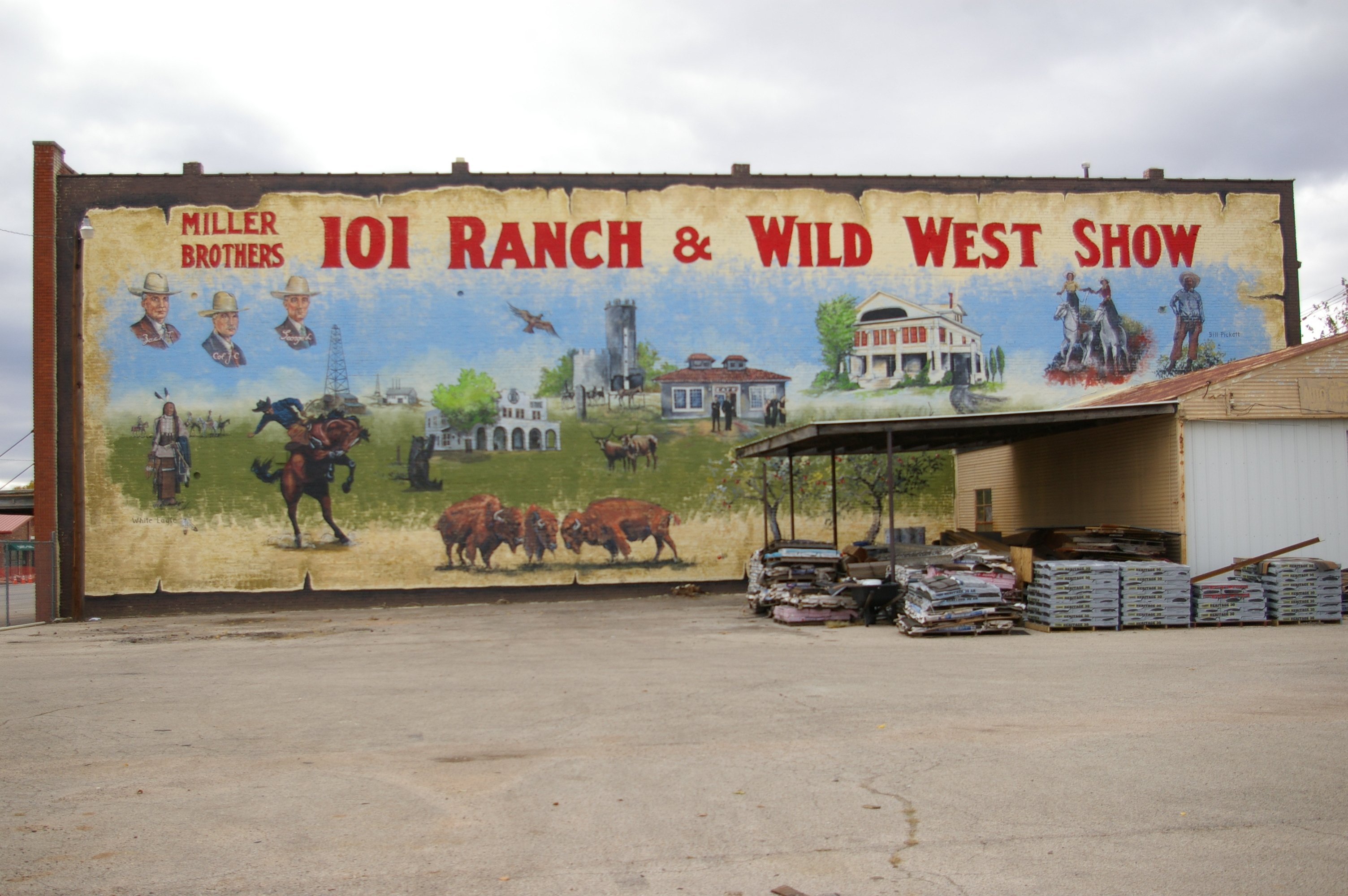
Murale celebrativo dei Miller Brothers e del 101 Ranch & Wild West Show. Situato al 207 W. Grand a Ponca City (OK).

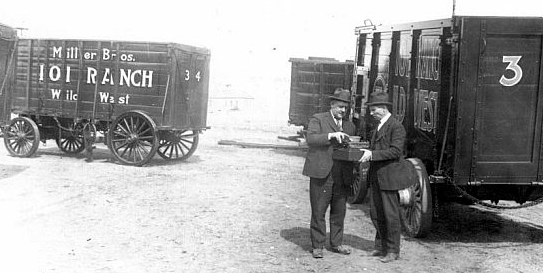
Carri del Miller Brothers 101 Ranch Wild West Show.

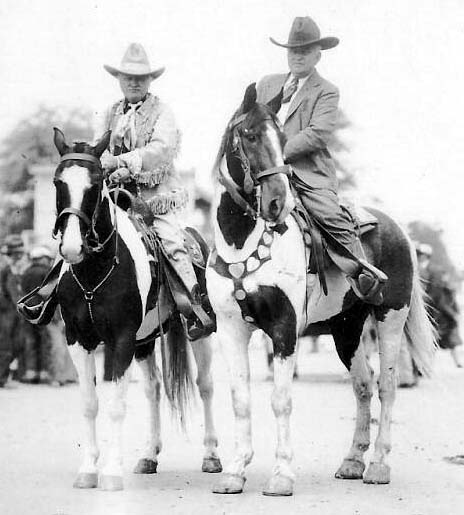
Pawnee Bill e Zack Miller a cavallo in Oklahoma.

Alla fine dell'Ottocento, negli Stati Uniti si diffusero vari "spettacoli del Selvaggio West" (Wild West Shows), che proponevano ad un vasto pubblico (negli Stati Uniti e poi anche in Europa) artisti, personaggi e ambientazioni del "vecchio West", riconsegnando all'immaginario collettivo una versione, per lo più romanzata e stereotipata, dell'epopea della conquista dell'Ovest americano.
Si trattava di spettacoli viaggianti, simili a circhi, che attiravano grandi folle avide di emozioni, soprattutto nell'Est degli Stati Uniti. Il più importante spettacolo fu quello di Buffalo Bill, nato nel 1883 e durato fino al 1913, ma molti altri operarono in quegli anni, anche perché il crescente successo convinceva molti impresari a lanciarsi in questo settore.
Il vicino dei Miller, maggiore Gordon W. Lillie, che si esibiva con il nome d'arte di Pawnee Bill, spinse i Miller a produrre un loro Wild West Show. I Miller fecero la loro transizione dall'allestimento di spettacoli locali alla scena nazionale nel 1907, quando si esibirono all'Esposizione di Jamestown in Virginia.
Nel 1908, il Miller Brothers 101 Ranch Wild West Show iniziò il circuito delle tournée a Brighton Beach (New York). Joe Miller, il figlio maggiore, era un cavallerizzo eccezionale ed un artista di prima grandezza. Nel corso della storia dello spettacolo, tra i suoi interpreti vi furono Bill Picket, Bessie Herberg, Bee Ho Gray, Tom Mix, Jack Hoxie, Mexican Joe ed un anziano Buffalo Bill.
I fratelli Miller entrarono tardi nel settore ed insieme agli altri spettacoli del Selvaggio West subirono difficoltà finanziarie dopo l'invenzione delle pellicole cinematografiche. Il loro spettacolo ebbe più problemi della maggior parte degli altri, in un settore che era già di per sé molto difficile anche nei tempi migliori. Durante il loro primo anno di torunée, subirono un grave incidente ferroviario. In seguito, vari membri del loro cast contrassero la febbre tifoide.
Nel 1908, Buffalo Bill e Pawnee Bill combinarono i loro spettacoli in una grandiosa attrazione che infranse tutti i primati al Madison Square Gardens di New York. I fratelli Miller decisero allora di portare il spettacolo all'estero, ma le cose non andarono bene. In Inghilterra, le forze armate britanniche confiscarono la maggior parte dei cavalli, delle diligenze e delle automobili del 101 per usarli nei preparativi di guerra, a causa delle crescenti tensioni legate all'imminente Prima guerra mondiale. Quando lo spettacolo dei Miller fece una tournée in Germania, le autorità arrestarono alcuni dei loro artisti Oglala Sioux sospettandoli di essere spie serbe: non furono mai più visti. Uno sconvolto Zack Miller riuscì a far uscire il resto degli interpreti dalla Germania attraverso la Norvegia e poi in Inghilterra. Una volta a Londra, tuttavia, ebbe difficoltà a trovare un piroscafo che vendesse un passaggio alla sua gente. Alla fine, ottenne un passaggio su una nave americana. Dopo che il cast ritornò in Oklahoma, il fratello maggiore Joe Miller rifiutò di pagare gli straordinari al gruppo degli Indiani che, come risultato, abbandonò in massa lo spettacolo.
Verso il 1916, i due più giovani fratelli Miller rinunciarono a tentare di lavorare con il loro volubile fratello maggiore. George Jr. e Zack lavorarono al ranch, mentre Joe brigava per trasformare il Wild West Show in un successo finanziario. Ingaggiò così un disoccupato, invecchiato e malato Buffalo Bill come protagonista in uno spettacolo di propaganda per il reclutamento di truppe per la Prima guerra mondiale, chiamato Pageant of Preparedness ("Cerimonia della Prontezza"). Presto Cody abbandonò lo spettacolo, morendo entro un anno. Non ancora disposto a far chiudere lo spettacolo, Joe continuò ad operare su scala più piccola. Nel 1927, infine, tentò senza successo di vendere lo spettacolo all'American Circus Corporation.

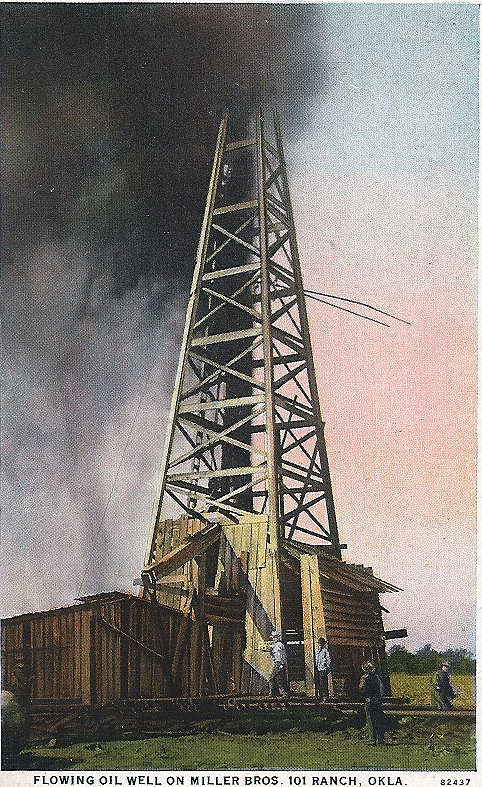
Il pozzo petrolifero Willie-Cries-for-War.

### Il petrolio ed il declino dei fratelli Miller
Nel 1908 i Millers conclusero un accordo di locazione con E. W. Marland, che formò la 101 Ranch Oil Company ("Società petrolifera Ranch 101"). Il petrolio fu scoperto nel 1911 presso il pozzo "Willie-Cries-for-War" ("Willie grida per la guerra"). Marland sarebbe diventato milionario ed in seguito membro del Congresso statunitense. Infine fu eletto governatore dell'Oklahoma. La scoperta del petrolio nel 1911 portò alla fondazione della Marland Oil Company, in seguito rinominata Continental Oil Company e poi ConocoPhillips.
Il 21 ottobre 1927 un vicino trovò Joe Miller morto nel garage del 101 Ranch con la sua auto accesa. Il medico di famiglia decretò la morte come accidentale (questo tipo di responso era comune al tempo, in quanto la gente considerava il suicidio una vergogna e le famiglie tentavano di nascondere tali eventi.) Nel 1929, George Miller, Jr. morì in un incidente d'auto.
Zack Miller tentò di continuare da solo, ma nel 1932, durante la Grande depressione, presentò istanza di fallimento. Il governo statunitense sequestrò i beni residui dello spettacolo e comprò 8.000 acri (32 km²) del 101 Ranch. Completamente rovinato, lo spettacolo del 101 Ranch chiuse dopo la Fiera Mondiale di New York nel 1939. Zack Miller morì di cancro nel 1952.

## Sito storico nazionale
La proprietà del ranch fu dichiarata sito storico nazionale (National Historic Landmark) nel 1975.
Dopo il fallimento di Zack Miller, la Farm Security Administration (FSA, "Agenzia federale per la sicurezza delle fattorie") divise le terre rimanenti del ranchi e vendette gli appezzamenti a singoli acquirenti. La casa e la maggior parte degli altri edifici del 101 Ranch furono abbattuti. Il magazzino del 101 Ranch rimase in piedi fino al 22 settembre 1987, quando fu distrutto dal fuoco. Nessun edificio o scuderia del 101 Ranch rimane in piedi oggi. Nel 1990, l'assemblea legislativa dell'Oklahoma denominò la Strada Statale 156 come 101 Ranch Memorial Road ("Strada Monumentale del 101 Ranch"). Un segnale storico è collocato sull'autostrada a circa 13 miglia a sud-est di Ponca City.

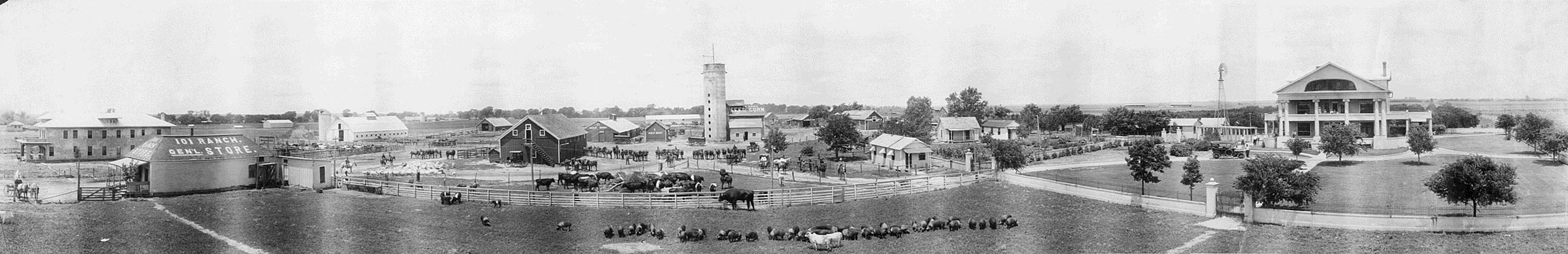
Oggi non rimane nessuno degli antichi immobili del 101 Ranch. Tutti gli edifici furono distrutti e la terra suddivisa e venduta dopo il fallimento definitivo dei fratelli Miller. Questa foto mostra il 101 Ranch come esisteva, con la casa del ranch, i recinti e gli edifici separati.